# Sulaiman Hamad
Eisa Majrashi (arab. سليمان حمد; ur. 19 maja 1994) – saudyjski judoka. Dwukrotny olimpijczyk. Zajął siedemnaste miejsce w Rio de Janeiro 2016 i Tokio 2020. Walczył w wadze półlekkiej i lekkiej.
Uczestnik mistrzostw świata w 2014, 2015, 2017, 2018, 2019, 2021, 2022 i 2023. Startował w Pucharze Świata w latach 2011, 2015-2020, 2022 i 2023. Siódmy na igrzyskach solidarności islamskiej w 2017 roku.
Chorąży reprezentacji na igrzyskach w 2016 roku. 

## Letnie Igrzyska Olimpijskie 2016
| Konkurencja | Eliminacje                        | Klas. końcowa |
| Konkurencja | Przeciwnik I                      | Miejsce       |
| ----------- | --------------------------------- | ------------- |
| 66 kg       | Dawaadordżijn Tömörchüleg (MGL) P | 17.           |

## Letnie Igrzyska Olimpijskie 2020
| Konkurencja | Eliminacje                | Klas. końcowa |
| Konkurencja | Przeciwnik I              | Miejsce       |
| ----------- | ------------------------- | ------------- |
| 73 kg       | Arthur Margelidon (CAN) P | 17.           |